# Обединение на Корея
Обединението на Корея (на корейски: 남북통일) е политическа цел, обявена от правителствата на КНДР и Република Корея. Крайна цел е
създаването на единна корейска държава.

## Разделение
Корея не е независима държава от 1910 г., когато според Договора за присъединяване на Корея към Япония тя става част от Японската империя. През 1945 г. придобива независимост след Втората световна война. СССР и САЩ се съгласяват Корея да бъде временно разделена на 38-ия паралел на южна и северна окупационна зона. През август 1945 г. съветските войски заемат северната част на Корейския полуостров. Американският флот дебаркира в Южна Корея през септември същата година. Съвместната комисия на СССР и САЩ се среща март 1946 г. в Сеул, за да обсъди подробностите на формирането на временното правителство за целия полуостров, като е в състояние да постигне съгласие, че ще задоволи и двете страни. Вторият кръг от срещи е през 1947 г., но също не води до резултати. След това през септември 1947 г. Съединените щати повдигат въпроса за независимостта на Корея пред Общото събрание на ООН, което приема резолюция за провеждане на избори в страната под надзора на ООН. СССР обаче не позволява на представителите на ООН да влязат на територията на Северна Корея, така че изборите от 10 май 1948 г. преминават само на юг. Американската военна администрация преустановява дейността си на 15 август 1948 г., когато е обявена Първа република Южна Корея. В Северна Корея властта е прехвърлена на корейските комунисти, а в началото на 1946 г. се формира временно правителство и след изборите за върховен законодателен орган от 9 септември 1948 г. е създадена Корейска народнодемократична република (КНДР), начело с Ким Ир Сен.
Разделянето на полуострова окончателно е определено след Корейската война, която не носи победа на нито една от двете страни. Северна Корея и Южна Корея не признават (и все още не признават) една друга, като считат своята суверенна територия над целия Корейски полуостров.
Обединяването на Корея е обявено от двете държави като една от основните им цели. Перспективи за обединение на страната тогава и сега изглежда много малко вероятно, което се дължи на факта, че Северна Корея развива собствена идеология Чучхе за планова икономика, а Южна Корея се развива като капиталистическа страна с демократична система и пазарна икономика.

## Концепция за обединение
Има три концепции за обединяване на Корея:
- Северна Корея поглъща Юга.
- Южна Корея поглъща Севера.
- Севера и Юга създават конфедерация и постепенно се обединяват.

Първото понятие изглежда нереалистично, защото разликите в развитието между двете части на Корея са най-големите между съседни държави в света, след тези между изпадналият в гражданска война Йемен и граничещите с него богати на нефт Саудитска Арабия и Оман. В Южна Корея, предимно леви политици подкрепят третата идея, а десните – втората.
Организацията на обединените нации, редица правителства и държавни глави и органите на Европейския съюз, САЩ, ЦРУ, ОИСР, APEC, някои други асоциации и организации представят и предложения в полза на третата концепция за обединението на Корея.

### Демократична конфедеративна република Корея
Демократична конфедеративна република Корея (на корейски: 고려민주련방공화국) – проект на конфедеративно корейското правителство, предложен през 1980 г. от президента Ким Ир Сен.
Името е взето от ранното корейско държавно образувание (X-XIV). Приема се, че формално обединена страна ще има обща външна политика и друго представителство на международната сцена, но в различни части на Корея да поддържа собствената си политическа и икономическа система.
Предложението е изразено на Шестия конгрес на Корейската работническа партия.

## Отношение към обединението от южнокорейското общество
Въпреки факта, че по-голямата част от южняците имат положително отношение към процеса на обединение, те все още не са готови за него според проучване, проведено от „Хюндай“, само 5,9% от анкетираните са готови за обединение, независимо от факта, че 30,4% не искат да се обединят, а 24% са склонни към единна корейска държава. Трябва да се отбележи, че според някои оценки усвояването на дълговете на Северна Корея за юга са най-малко един трилион долара през последните 20 години – така средният южняк трябва да плати не по-малко от 1,2 милиона годишно.